# Maciej Meller
Maciej Andrzej Meller (ur. 17 kwietnia 1975 w Żninie) – polski gitarzysta rockowy. 

## Życiorys
Maciej Meller wychowywał się w Żninie. W Inowrocławiu uczęszczał do technikum elektryczno-mechanicznego, następnie osiadł w tym mieście. Naukę gry na gitarze rozpoczął w wieku 11 lat. W 1991 wraz z Radosławem Schollem i Rafałem Jermakowem założył zespół rocka progresywnego Quidam (do 1995 funkcjonował pod nazwą Deep River). Będąc członkiem Quidam do 2014, nagrał z nim 6 płyt studyjnych oraz 4 koncertowe. W latach 1998–2005 współpracował z Colinem Bassem, z którym koncertował oraz zarejestrował 2 płyty studyjne i 2 koncertowe. W ramach tria Meller Gołyźniak Duda wydał jedną płytę studyjną (2016) i jedną koncertową (2018). W 2017 zaczął występować jako gitarzysta koncertowy i sesyjny z zespołem Riverside, w 2020 oficjalnie dołączając do grupy. Wydał z nią dwie płyty studyjne oraz dwie koncertowe (stan na 2025).
Twórca wydawnictwa FARNA Records.
Syn Andrzeja, członka lokalnego chóru.

## Dyskografia
Płyty wydane pod własnym nazwiskiem:
- Zenith (2020)
- Zenith Acoustic (2022)
- Live After Zenith (2024)
- Sketches Versions Rarities (2024)
- Hidden River. Noise Tracks vol.1 (2024)